# باز سفید
باز سفید (نام علمی: Pseudastur albicollis) نام یک گونه از سرده بازنماها است.